# Quickening
Le Quickening désigne le phénomène qui se produit dans les films Highlander ainsi que les séries télévisées Highlander et L'Immortelle. Quand un Immortel est décapité, une puissante énergie est libérée de son corps, appelée Quickening (ou parfois Accélération). L'acteur principal de la série télévisée Highlander, Adrian Paul explique que « le Quickening est le fait de recevoir tout le pouvoir et la connaissance qu'un autre Immortel a accumulé au cours de sa vie. C'est comme recevoir un sacrement ou ressentir un orgasme intense. » Le producteur William Norton Panzer le décrit ainsi : « la puissance du Quickening est l'équivalent de l'impact d'une énorme tempête électrique - les vitres explosent, les lumières font des court-circuits, c'est comme si l'Immortel victorieux était le centre d'une tempête d'éclairs. »
Cette énergie est absorbée par l'Immortel qui a décapité son adversaire. Panzer explique que « si un Immortel est décapité par autre chose que l'épée de l'Immortel qu'il combattait, (...) on pensait que si l'Immortel était présent, il recevait le Quickening. »
Si un Immortel est décapité et qu'il n'y a pas d'autre Immortel aux alentours pour recevoir le Quickening, par exemple si celui qui a décapité est un mortel, alors le Quickening se dissipe dans le ciel[réf. nécessaire]. Panzer dit que « s'il n'y a pas d'autre Immortel présent, alors le Quickening retourne à la Source. » — mais ce qu'est la Source est inconnu.
Quand un bon Immortel en décapite un mauvais, il arrive (mais rarement) que le mauvais Quickening engloutisse la personnalité du bon Immortel, le rendant ainsi mauvais. Ceci est un Quickening noir. Le contraire peut également se produire ; Darius est le seul exemple connu de Quickening blanc.
Un Immortel sait quand un Quickening se produit non loin de lui, et il sait quel Immortel est mort comme cela est démontré par Duncan MacLeod dans Highlander : la série. Il tombe à genoux quand son ami Lucas Desiree est décapité par Howard Crowley : il sait que c'est Lucas qui est mort.

## Highlander, les films
Les Quickenings dans les films Highlander sont très différents parce que les créateurs hésitaient encore sur sa teneur exacte.[réf. nécessaire]

### Highlander
Dans le premier film, la majorité des Quickenings vus à l'écran montrent une étrange lumière blanchâtre, suivie d'une série d'explosions dans la zone entourant le vainqueur, alors que celui-ci absorbe une énergie invisible. Le Quickening que l'on voit à la fin du premier film (celui du Kurgan, absorbé par Connor MacLeod) devient la norme pour les histoires suivantes. Lors de ce Quickening, on peut voir des éclairs, des explosions et ce qui semble une énorme décharge d'énergie qui entoure puis se fond avec Connor. Ce Quickening était censé symboliser l'absorption de la puissance de tous les Immortels sur Terre par le dernier survivant. Un aspect de ce Quickening final, qu'on a rarement vu par la suite est ce que le commentaire audio appelle "les esprits maléfiques du passé", qui rassemblent des démons, des ghouls ou des dragons ayant des formes fantômatiques, et d'autres formes indistinctes.
Dans le film Highlander original, il y a une référence à un Quickening qui n'impliquerait pas forcément une décapitation. Connor se tient au sommet d'un mont en Écosse et lève son bras. Il est frappé par la foudre plusieurs fois, et semble ressentir une vive douleur. Ramirez lui dit : « Ce que tu ressens est l'accélération (le Quickening). » Il se peut que ceci soit une ancienne idée de ce que pourrait être un Quickening, qui a plus tard été abandonné dans l'univers d'Highlander. Ou bien il est possible que Ramirez ait seulement voulu montrer à Connor ce que l'on ressent lors d'un Quickening, en utilisant la foudre.

### Highlander 2
Dans ce film, comme beaucoup d'autres éléments, le quickening ne concorde pas avec le reste des histoires basées sur Highlander. Un quickening rajeunit Connor, qui avait vieilli après avoir gagné « le Prix » (mais il ne rajeunit pas immédiatement, il est d'abord brulé par une explosion de carburant, bien que ses vêtements soient intacts quand il émerge, rajeuni, des flammes). Le quickening suivant ressuscite Ramirez pourtant mort depuis 500 ans (mais il est sous-entendu que c'est dû à un "lien magique" entre eux que même la mort n'a pu rompre).
Un autre usage étrange du quickening voit Ramirez expulser sa force vitale pour empêcher une machine de tuer Connor.
Enfin le plus inhabituel, peut-être, est l'usage fait par Connor du Quickening final (celui du General Katana) pour détruire le bouclier qui entoure la Terre.

### Highlander 3
Dans ce film on montre le Quickening comme un transfert plus direct de connaissances et d'aptitudes (par opposition au vague transfert vu ailleurs). Toute la trame du film repose sur la décapitation d'un magicien Immortel et l'appropriation de ses aptitudes magiques par le méchant. En théorie, Connor a, à son tour, reçu ces aptitudes à la fin du film. Bien que d'autres histoires d'Highlander aient eu en vedette des Immortels avec des dons inhabituels, aucune n'a montré le transfert direct de ces dons par la décapitation. Le second Quickening, où Kane décapite un de ses hommes de main, cause une tempête électrique assez puissante pour que Connor MacLeod la ressente à l'autre bout de la planète. Ceci prévient Connor que Le Jeu n'est pas encore terminé ; mais la question de savoir si c'était un évènement isolé ou quelque chose qui arrive quand on voit une « suspension » temporaire du Jeu pendant une longue période reste pour l'instant sans réponse.
Toutes les séquences de Quickening du film ont une caractéristique commune. Du moment où Kane reçoit le quickening du sorcier Nakano (après l'avoir décapité) au moment où Connor reçoit le quickening de Kane, le transfert d'énergie débute par la lévitation du corps décapité de l'Immortel mort et l'apparition dans la zone d'énergie électromagnétique visible capable d'endommager structurellement les objets environnants. Le Quickening final était de plus assez puissant pour faire léviter Connor pendant qu'il le recevait (ce qui rappelle le quickening final du premier film, où Connor recevait le Quickening de Kurgan).

### Highlander: Endgame
Ce film présente les deux seuls exemples d'un unique Immortel recevant plusieurs Quickenings à la fois. Cela se produit la première fois quand Jacob Kell pénètre dans le Sanctuaire où les Immortels, fatigués du Jeu passent leurs jours, et les décapite tous sauf Connor MacLeod. Les associés de Kell, qui sont aussi Immortels, ont peut-être profité eux aussi des Quickenings. Cependant, le Quickening Multiple le plus évident est celui de Kell, lorsqu'il décapite tout son gang ; une exécution dont le style rappelle la Cène. Le (ou les) Quickening qui en résulte est assez puissant pour le faire léviter. Le Quickening final est lui aussi unique à sa manière. Une tête fantomatique est en effet générée là ou le corps décapité de Kell est tombé; cette tête envoie des éclairs à Duncan MacLeod. On voit également lors de ce Quickening une colonne d'eau et de charges électriques montant rapidement vers les nuages, puis créant une tempête électrique qui dure jusqu'à ce que Duncan l'ait reçu totalement.

## Highlander: la série
Tous les quickenings que l'on peut voir dans la série télévisée (de même que pour le film dérivé Highlander: Endgame) prennent la forme d'une tempête d'éclairs frappant le vainqueur. La nature exacte de chaque quickening peut varier. À l'exception du quickening de Slan Quince dans l'épisode pilote (La rencontre), les séquences de quickening commencent avec un voile brumeux enveloppant le corps du perdant ; une tempête d'éclairs d'intensité variable s'ensuit. Parfois, le quickening est vu comme un transfert de connaissances (représenté par des visions de la vie de l'Immortel tué, ou par le fait que le vainqueur adopte temporairement les manières du vaincu), alors que d'autres fois l'environnement de l'Immortel change très vite, avec le passage de nuages et de plusieurs heures de temps (généralement on passe du jour à la nuit). Tous les quickenings montrent des éclairs et des explosions (la puissance des explosions varie également). Parfois des manifestations physiques (fantômes, esprits) ou des phénomènes de lévitation (du vainqueur ou d'objets environnants) accompagnent le quickening, surtout quand il est puissant.

## Quickenings spéciaux

### Quickening noir
Une accumulation de quickenings provenant d'Immortels mauvais peut submerger le meilleur des Immortels et entraîner un Quickening noir. Le Quickening noir fait ressortir les plus sombres aspects de la psychologie d'un Immortel jusqu'à le faire devenir à son tour mauvais.
Dans la saison 4 de la série Highlander, un Immortel Amérindien du nom de Coltec, qui avait décidé de débarrasser le monde du mal en tuant autant de mauvais immortels que possible, finit par être submergé par le Quickening noir. Duncan MacLeod est obligé de tuer son ami, et est à son tour submergé. À Paris, Duncan devient alors fou et en vient à décapiter un autre de ses vieux amis, Sean Burns. Burns était l'un des Immortels les plus sages et pacifiques et son quickening permet de contenir le quickening noir assez longtemps pour que Methos amène Duncan à une fontaine sacrée depuis longtemps oubliée, qui lui permet de vaincre les plus noires parties de son âme.

### Quickening blanc
Dans la première saison de Highlander, le moine Immortel Darius est présenté comme un ancien seigneur de guerre qui mena une grande armée à travers toute l'Europe. Quand il arriva aux portes de Paris, Darius rencontra un saint homme Immortel qui essayait de protéger la ville. Après que Darius lui a coupé la tête, son essence pure le submerge, ce qui l'amène à abandonner son armée et à passer mille ans en paix dans un lieu saint.